# Ariane Willikonsky

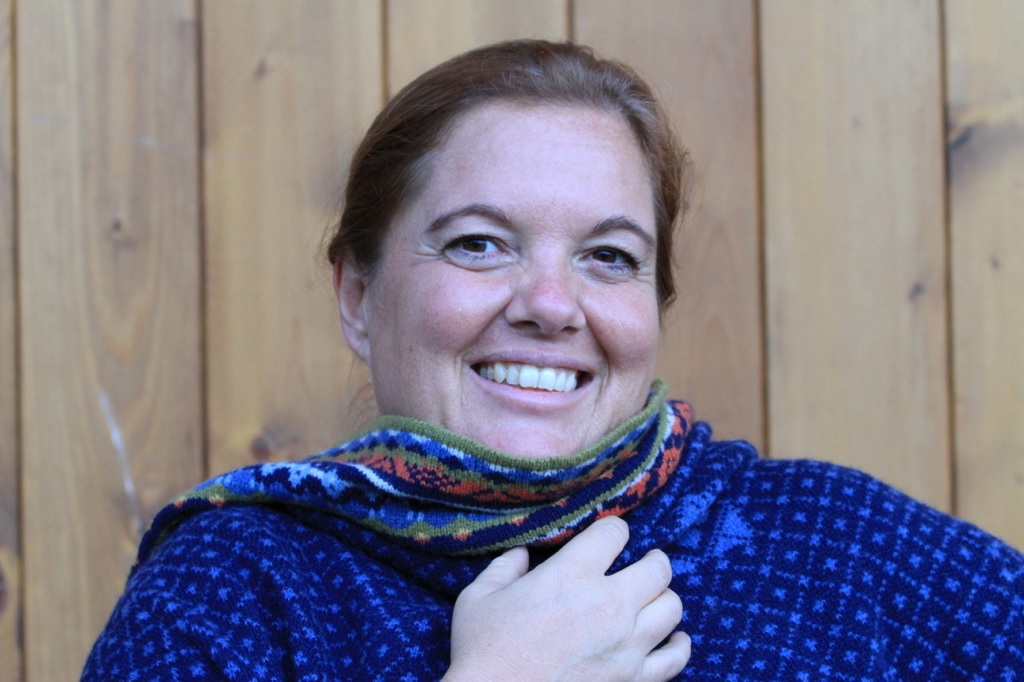
Ariane Willikonsky

Ariane Willikonsky (* 3. Juli 1966 in Hechingen) ist eine deutsche Kommunikationstrainerin und Diplom-Sprecherzieherin. Sie arbeitet als Dozentin für Stimmtherapie, Stimmbildung und Sprecherziehung.

## Leben
Ariane Willikonsky studierte an der Staatlichen Hochschule für Musik und Darstellende Kunst in Stuttgart und schloss ihr Studium mit dem Diplom als Sprecherzieherin ab. Ein anschließendes Studium schloss sie als Diplomsprechtherapeutin ab.
2003 gründete sie das FON Institut für Sprache und Stimme in Stuttgart, das sie auch heute noch leitet. Dort bietet sie u. a. Sprach- und Stimmtherapie sowie Rhetorik-, Stimm- und Hochdeutschkurse sowie Fortbildungen und Ausbildungen an. Im Jahre 2008 wurde ihre Geschäftsidee mit dem Landespreis für junge Unternehmen ausgezeichnet. Ariane Willikonsky publizierte diverse Fachbücher zum Thema Sprache und Stimme beim Rowohlt, Schubi Verlag und FON Fachverlag. 2016 erhielt sie den Titel "Trainerin des Jahres".
Ariane Willikonsky ist verheiratet und hat drei Kinder.

## Bücher und Übungsmaterial
- Willikonsky, Ariane: Der Weg zum TOP-Sprecher, Übungsbuch – Bolsterlang 2014, ISBN 978-3-943155-27-3, FON Fachverlag
- Willikonsky, Ariane: Der Weg zum TOP-Sprecher, 78 Übungskarten – Bolsterlang 2014, ISBN 978-3-943155-31-0, FON Fachverlag
- Willikonsky, Ariane: Wir können alles – auch Hochdeutsch!,
  - Bayrisch, Bolsterlang 2013, ISBN 978-3-943155-21-1, FON Fachverlag
  - Sächsisch, Bolsterlang 2013, ISBN 978-3-943155-20-4, FON Fachverlag
  - Schwäbisch, Bolsterlang 2013, ISBN 978-3-943155-19-8, FON Fachverlag
  - Hessisch, Reinbek 2007, ISBN 978-3-499-62172-7, Rowohlt Verlag
- Willikonsky, Ariane: Sprachentwicklung und Sprachförderung: Von der Geburt bis zur Einschulung. 0 - 7 Jahre. Praxisbücher, Schubi Lernmedien 2009, ISBN 978-3-86723-174-9
- Willikonsky, Ariane: Willi und seine Freunde, Vorbereitung des Lese- und Schreiberwerbs., Bolsterlang 2014, ISBN 978-3-943155-22-8, FON Fachverlag
- Willikonsky, Ariane: Der Stimmzauberer, Übungsbuch – Bolsterlang 2016, ISBN 3-943155-44-7, FON Fachverlag
- Willikonsky, Ariane: Laut-Übungshefte und Laut-Lottos:
  - Fiffs Übungsheft für den Laut F, Bolsterlang 2013, ISBN 978-3-943155-23-5, FON Fachverlag
  - Fauchs Übungsheft für den Laut CH2, Bolsterlang 2013, ISBN 978-3-943155-24-2, FON Fachverlag
  - Kickis Übungsheft für den Laut K, Bolsterlang 2013, ISBN 978-3-943155-01-3, FON Fachverlag
  - Tatüts Übungsheft für den Laut T, Bolsterlang 2013, ISBN 978-3-943155-05-1, FON Fachverlag
  - Schuschus Übungsheft für den Laut SCH, Bolsterlang 2013, ISBN 978-3-943155-03-7, FON Fachverlag
  - Ringos Übungsheft für den Laut R, Bolsterlang 2013, ISBN 978-3-943155-02-0, FON Fachverlag
  - Sumsis Übungsheft für den Laut S, Bolsterlang 2013, ISBN 978-3-943155-00-6, FON Fachverlag
  - Michis Übungsheft für den Laut CH1, Bolsterlang 2013, ISBN 978-3-943155-04-4, FON Fachverlag